# 龙溪镇 (玉环市)
龙溪乡，是中华人民共和国浙江省台州市玉环市下辖的一个镇。
东邻沙门镇，南接干江镇，西与芦浦镇相连，北界楚门镇。

## 沿革
清雍正六年（1728），玉环厅建立时，设密溪村。民国初设密溪乡。民国十八年（1929念），设龙岩山村。1949年，密溪乡西部划出建龙岩乡。后改龙岩公社，1984年复置龙岩乡，位于楚门半岛中南部。
1992年，与密溪乡合并，各取一字称龙溪乡，当时主要种植稻米、番薯、麦、豆、油菜等农作物。2013年9月2日，浙江省人民政府批复同意撤销龙溪乡建制，设立龙溪镇，其行政区域为原龙溪乡的行政区域。龙溪镇辖20个行政村，镇政府驻花岩浦村（原龙溪乡政府驻地）。

## 行政区划
龙溪镇下辖以下村级行政区划单位：
渔业村、大密溪村、灵山头村、塘厂村、渡头村、壳业村、马头山村、樁头村、法山头村、小密溪村、山外张村、梅岙村、龙攻门村、邱家村、山里村、陈岙村、花岩浦村、邱家岭村、高山头村和小山外村。

## 交通
1979年，花岩浦公路隧道贯通，为玉环县第一座公路隧道。1983年，玉环县行政村规划试点在花岩浦展开。1984年，实现村村通电。1986年，楚盐公路开通，联通了密溪至漩门大坝。1992年，马头山村被评为省脱贫致富先进集体。1993年，龙溪闭塞区竣工，整个海塘防御体系建立。1996年，乡总体规划批准实施。1997年，实现村村通电话，龙溪乡也荣获省级“小康乡”称号。1998年7月，乡人民政府搬迁至中心区新大楼。

## 文化
域内有文化遗址胡瞻塘墓，是玉环市文物保护单位。当地人崇尚十兽灯，常用于庙会、春节庆典等节目使用。